# العلاقات الجزائرية الكرواتية
العلاقات الجزائرية الكرواتية هي العلاقات الثنائية التي تجمع بين الجزائر وكرواتيا.

## مقارنة بين البلدين
هذه مقارنة عامة ومرجعية للدولتين:
| وجه المقارنة                                              | الجزائر                      | كرواتيا                                                  |
| --------------------------------------------------------- | ---------------------------- | -------------------------------------------------------- |
| المساحة (كم2)                                             | 2.38 مليون                   | 56.59 ألف                                                |
| عدد السكان (نسمة)                                         | 38.81 مليون                  | 4.11 مليون                                               |
| الكثافة السكانية (ن./كم²)                                 | 16.31                        | 72.63                                                    |
| العاصمة                                                   | الجزائر                      | زغرب                                                     |
| اللغة الرسمية                                             | اللغة العربية، لغات أمازيغية | اللغة الكرواتية                                          |
| العملة                                                    | دينار جزائري                 | كونا كرواتية                                             |
| الناتج المحلي الإجمالي (بليون دولار)                      | 170.37 مليار                 | 54.85 مليار                                              |
| الناتج المحلي الإجمالي (تعادل القوة الشرائية) بليون دولار | 582.63 مليار                 | 94.64 مليار                                              |
| الناتج المحلي الإجمالي الاسمي للفرد دولار أمريكي          | 4.21 ألف                     | 11.54 ألف                                                |
| الناتج المحلي الإجمالي للفرد دولار أمريكي                 | 14.19 ألف                    | 21.64 ألف                                                |
| مؤشر التنمية البشرية                                      | 0.745                        | 0.818                                                    |
| رمز المكالمات الدولي                                      | +213                         | +385                                                     |
| رمز الإنترنت                                              | .dz                          | .hr                                                      |
| المنطقة الزمنية                                           | ت ع م+01:00                  | توقيت وسط أوروبا، ت ع م+01:00، ت ع م+02:00، أوروبا/زغرب ‏ |

## منظمات دولية مشتركة
يشترك البلدان في عضوية مجموعة من المنظمات الدولية، منها:
| علم المنظمة | اسم المنظمة                               | تاريخ انضمام الجزائر | تاريخ انضمام كرواتيا |
| ----------- | ----------------------------------------- | -------------------- | -------------------- |
|             | مؤسسة التنمية الدولية                     | 26 سبتمبر 1963       | 25 فبراير 1993       |
|             | يونسكو                                    | 15 أكتوبر 1962       | 1 يونيو 1992         |
|             | وكالة ضمان الاستثمار متعدد الأطراف        | 4 يونيو 1996         | 19 مارس 1993         |
|             | الأمم المتحدة                             | 8 أكتوبر 1962        | 22 مايو 1992         |
|             | الفريق المعني برصد الأرض                  | 2005                 | ?                    |
|             | الاتحاد البريدي العالمي                   | ?                    | ?                    |
|             | البنك الدولي للإنشاء والتعمير             | 26 سبتمبر 1963       | 25 فبراير 1993       |
|             | المنظمة الهيدروغرافية الدولية             | ?                    | ?                    |
|             | الاتحاد الدولي للاتصالات                  | 3 مايو 1963          | 3 يونيو 1992         |
|             | منظمة حظر الأسلحة الكيميائية              | ?                    | ?                    |
|             | مؤسسة التمويل الدولية                     | 23 سبتمبر 1990       | 25 فبراير 1993       |
|             | المركز الدولي لتسوية المنازعات الاستشارية | 22 مارس 1996         | 22 أكتوبر 1998       |
|             | منظمة التجارة العالمية                    | ?                    | ?                    |
|             | منظمة الشرطة الجنائية الدولية             | ?                    | ?                    |

## وصلات خارجية
- موقع وزارة الخارجية الجزائرية
- موقع وزارة الخارجية الكرواتية